# Mesochorus sulcifer
Mesochorus sulcifer là một loài tò vò trong họ Ichneumonidae.